# Сколия однополосая
Сколия однополосая (лат. Scolia fallax) — вид ос-сколий рода Scolia (Scoliidae). Редкий вид, включённый в Красную книгу Крыма.

## Распространение
Восточное Средиземноморье (Израиль, Ливан, Крым), Закавказье (Грузия), Казахстан, Туркменистан.

## Описание
Среднего размера осы, длина 1—2 см. Тело окрашено в чёрный цвет с жёлтыми отметинами, покрыто относительно длинными волосками. Глаза крупные, почковидные. Усики самок состоят из 12, а самцов — из 13 члеников. Тазики передних ног соприкасаются, а средние и задние тазики широко расставленные. В передних крыльях есть две радиомедиальные ячейки и одна замкнутая дискоидальная ячейка; вторая возвратная жилка отсутствует. Голова полностью чёрная (у близкого вида Scolia galbula голова жёлтая, а у Scolia fuciformis — чёрная, но с жёлтым рисунком). Личинки эктопаразиты пластинчатоусых жуков. Самка сколии парализует жука и откладывает на него яйцо, в дальнейшем личинка развивается за счёт жертвы. В Крыму зафиксировано питание взрослых ос на цветках Euphorbia stepposa (Euphorbiaceae), Cynanchum acutum (Apocynaceae) и Cephalaria transsylvanica (Dipsacaceae).

## Охрана
Вид занесён в Красную книгу Крыма из-за уничтожения естественных мест обитания, распашки и перевыпаса, рекреации.